# Хомич Ольга Степанівна
Ольга Степанівна Хомич (?, село Хорів?, тепер Острозького району Рівненської області — ?) — українська радянська діячка, новатор сільськогосподарського виробництва, завідувачка свиноферми колгоспу імені Кірова Острозького району Рівненської області. Депутат Верховної Ради УРСР 4-го скликання.

## Біографія
Народилася в селянській родині. Закінчила сільську школу.
З кінця 1940-х років — завідувачка свиноферми колгоспу імені Кірова села Хорів Острозького району Рівненської області.